# サン＝レミ＝アン＝モージュ
サン＝レミ＝アン＝モージュ （Saint-Rémy-en-Mauges）は、フランス、ペイ・ド・ラ・ロワール地域圏、メーヌ＝エ＝ロワール県のかつて存在したコミューン。

## 地理
モージュ地方にあるアンジューの農村型コミューンである。ル・フュイレとサン・ピエール・モンリマールの中間にある。
エヴル川がコミューン北側の境界線となっている。

## 歴史
2014年、自治体間連合モントルヴォーに加盟するコミューンの合併計画が浮上した。2015年7月6日、自治体間連合に加盟するコミューンの議会において合併が可決され、2015年12月15日よりコミューン・ヌーヴェル（fr、サルコジ政権時代に成立したフランス国家領土改革法にのっとり、合併して誕生したコミューンの名称）のモントルヴォー＝シュル＝エヴル（Montrevault-sur-Èvre）となることが決定した。コミューン・ヌーヴェルが公式に認められたのは、2015年10月5日の県条例においてである。

## 人口統計
| 1962年 | 1968年 | 1975年 | 1982年 | 1990年 | 1999年 | 2006年 | 2012年 |
| ------ | ------ | ------ | ------ | ------ | ------ | ------ | ------ |
| 1153   | 1189   | 1214   | 1297   | 1289   | 1219   | 1367   | 1464   |

source=1999年までLdh/EHESS/Cassini、2004年以降INSEE